# Penybont Football Club
El Penybont Football Club (en galés: Clwb Pêl-droed Penybont) es un club de fútbol de Gales, con sede en Bridgend. Fue fundado en 2013 y compite en la Cymru Premier, máxima categoría del fútbol galés.

## Historia
Fue fundado en el año 2013 en el poblado de Bridgend luego de la fusión de los equipos Bridgend Town FC y Bryntirion Athletic FC, debutando en la División 1 de Gales en donde terminó en tercer lugar en la temporada 2013/14.
El 12 de septiembre de 2015 en club se convierte en un equipo elegible para poder jugar en la Welsh Premier League por la Federación de Fútbol de Gales luego de que la federación diera el visto bueno al estadio y lo hace elegible para jugar en primera división.
En la temporada 2018/19 logra el campeonato de la División 1 de Gales y logra el ascenso a la Welsh Premier League por primera vez en su historia.

## Palmarés

### Torneos nacionales
- División 1 de Gales (2): 1968-69, 1972-73
- Copa de la Liga Galesa (1): 1987-88
- Southern Football League (1): 1979-80
- Segunda División de Gales (2): 2010-11, 2018-19
- Tercera División de Gales (2): 1996-97, 2003-04

## Participación en competiciones de la UEFA
| Temporada | Torneo                        | Ronda             | Club              | Casa | Visita     | Global |
| --------- | ----------------------------- | ----------------- | ----------------- | ---- | ---------- | ------ |
| 2023–24   | UEFA Europa Conference League | 1° Clasificatoria | FC Santa Coloma   | 1–1  | 0–2 (t.e.) | 1–3    |
| 2025-26   | UEFA Europa Conference League | 1° Clasificatoria | FK Kauno Žalgiris | 1–1  | 0–3        | 1–4    |